# Kup europskih prvaka 1983./84. (vaterpolo)
Ovo je dvadeset i prvo izdanje Kupa europskih prvaka. Još u skupinama ispali su Vasas, Yüzme Istanbul, Barcelona i Ethnikos.
Poluzavršnica
- Spandau (Njemačka) - Alphen (Nizozemska) 11:9, 5:8 (ukupno 16:17)
- Pro Recco (Italija) - Jug (Jugoslavija) 7:6, 9:8 (ukupno 16:14)

Završnica
- Alphen - Pro Recco 10:8, 5:8 (ukupno 15:16)

- sastav Pro Recca (drugi naslov): Alberto Alberani, Marco D'Altrui, Marco Galli, Peri, Tixi, Marco Baldineti, Stefano Lagostena, Rinaldo Tronchini, Luigi Castagnola, Paolo Ragosa, Dario Bertazzoli, Mauro Capurro, Andrea Bozzo